# Elaphoglossum carolinense
Elaphoglossum carolinense är en träjonväxtart som beskrevs av Hosok. Elaphoglossum carolinense ingår i släktet Elaphoglossum och familjen Dryopteridaceae. Inga underarter finns listade.